# Ancistrocerus egidae
Ancistrocerus egidae är en stekelart som beskrevs av Giordani Soika. Ancistrocerus egidae ingår i släktet murargetingar, och familjen Eumenidae. Inga underarter finns listade i Catalogue of Life.